# Župelevec
Župelevec je naselje v Občini Brežice.

## Prebivalstvo
Etnična sestava 1991:
- Slovenci: 179 (88,2 %)
- Hrvati: 9 (4,4 %)
- Srbi: 1
- Neznano: 14 (6,9 %)

## Znani krajani
- Brigita Šuler